# Budziarze
Budziarze (prononciation : [buˈd͡ʑaʐɛ]) est un village polonais de la gmina de Biszcza dans le powiat de Biłgoraj de la voïvodie de Lublin dans l'est de la Pologne.
Il se situe à environ 6 kilomètres au nord de Biszcza (siège de la gmina), 12 kilomètres au sud-ouest de Biłgoraj (siège du powiat) et 88 kilomètres au sud de Lublin (capitale de la voïvodie).
Le village comptait approximativement une population de 46 habitants en 2008.

## Histoire
De 1975 à 1998, le village est attaché administrativement à la voïvodie de Zamość.

Depuis 1999, il fait partie de la voïvodie de Lublin.